# Ömer Kulga
Ömer Alp Kulga (sinh 8 tháng 1 năm 1989) là một cầu thủ Bỉ-Thổ Nhĩ Kỳ thi đấu cho Denizlispor.

## Sự nghiệp
Sinh ra ở Sint-Niklaas, Kulga thi đấu ở đội trẻ của câu lạc bộ Bỉ C.S. Visé, trước khi gia nhập MVV. Anh được chọn lên đội chính vào mùa hè 2008, và có trận ra mắt ngày 22 tháng 8 năm 2008 trong chiến thắng 3–1 trước Helmond Sport. Ngày ngày 24 tháng 3 năm 2011, Kulga được thông báo sẽ được giải phóng bởi MVV cuối mùa giải.
Kulga ký hợp đồng 3 năm với câu lạc bộ Thổ Nhĩ Kỳ ở Süper Lig Kayserispor ngày 4 tháng 6 năm 2011.